# Уизерспун, Тереза
Тереза Гей Уизерспун (англ. Teresa Gaye Weatherspoon; родилась 8 декабря 1965 года в Пайнленде, Техас, США) — американская профессиональная баскетболистка, выступавшая в женской национальной баскетбольной ассоциации. За три месяца до основного драфта ВНБА 1997 года была распределена под десятым номером в команду «Нью-Йорк Либерти». Играла в амплуа разыгрывающего защитника. После завершения своей карьеры на протяжении шести лет тренировала родную команду «Луизиана Тек Леди Текстерс». Член Зала славы баскетбола с 2019 года.

## Ранние годы
Тереза Уизерспун родилась 8 декабря 1965 года в небольшом городке Пайнленд (штат Техас).